# Silverhill
Silverhill è un paese dell'Alabama, situato nella Contea di Baldwin. La popolazione al censimento del 2000 era di 616 abitanti.

## Città e paesi vicini
- Robertsdale
- Summerdale
- Loxley
- Fairhope
- Foley
- Daphne
- Point Clear
- Elberta

## Geografia fisica
Silverhill è situato a 30°32'42.950" N, 87°45'1.861" O. L'U.S. Census Bureau certifica che il paese occupa un'area totale di 3,10 km², interamente composti da terra.

## Società

### Evoluzione demografica
Al censimento del 2000, risultano 616 abitanti, 241 nuclei familiari e 178 famiglie residenti nel paese. La densità della popolazione è di 198,71 ab./km². Ci sono 266 alloggi con una densità di 86,30/km². La composizione etnica della città è 98,05% bianchi, 0,16% nativi americani, 0,65% asiatici, e 1,14% meticci. L'1,46% della popolazione è ispanica.
Dei 241 nuclei familiari, il 32,40% ha figli di età inferiore ai 18 anni che vivono in casa, il 61,80% sono coppie sposate che vivono assieme, l'8,70% è composto da donne con marito assente, e il 26,10% sono non-famiglie. Il 20,70% di tutti i nuclei familiari è composto da singoli e il 10,40% da singoli con più di 65 anni di età. La dimensione media di un nucleo familiare è di 2,54 mentre la dimensione media di una famiglia è di 2,97.
La suddivisione della popolazione per fasce d'età è la seguente: 25,20% sotto i 18 anni, 6,50% dai 18 ai 24, 25,80% dai 25 ai 44, 26,30% dai 45 ai 64, e 16,20% oltre i 65 anni. L'età media è 40 anni. Per ogni 100 donne ci sono 91,30 uomini. Per ogni 100 donne sopra i 18 anni ci sono 88,20 uomini.
Il reddito medio di un nucleo familiare è di 42.083$, mentre per le famiglie è di 51.964$. Gli uomini hanno un reddito medio di 30.417$ contro i 25.938$ delle donne. Il reddito pro capite del paese è di 20.723$. Il 4,80% della popolazione e il 3,80% delle famiglie è sotto la soglia di povertà. Sul totale della popolazione, il 4,60% dei minori di 18 anni e il 5,10% di chi ha più di 65 anni vive sotto la soglia di povertà.